# 9 Pułk Artylerii Lekkiej (2 GA)
9 Pułk Artylerii Lekkiej (9 pal) – oddział artylerii lekkiej Polskich Siłach Zbrojnych.

## Formowanie i zmiany organizacyjne
Pułk został sformowany w październiku 1942 roku na skutek podziału pułku artylerii lekkiej 6 DP na 6 i 9 pal w Iraku w obozie wojskowym w Mullach Azis. Po sformowaniu podjęto intensywne szkolenie całego stanu osobowego, sukcesywnie pułk był wyposażony w broń brytyjską. Wszedł w skład Armijnej Grupy Artylerii, Armii Polskiej na Wschodzie. Po wyłonieniu ze składu APW 2 Korpusu Polskiego, wszedł w skład 2 Armijnej Grupy Artylerii 2 KP. Uczestniczył we wszystkich bojach 2 KP od rzeki Sangro do linii Gotów.  
Jesienią 1944 roku jednostka została przezbrojona i przeformowana w 9 pułk artylerii ciężkiej/najcięższej. Pułk wchodził w skład 2 Grupy Artylerii wspierającej 2 Korpus, uczestniczył w dalszych walkach. Po zakończeniu walk, na przełomie lipca i sierpnia 1945 wyznaczony został do pełnienia służby wartowniczej. Wszedł w skład Zgrupowania Brygadowego „Tobruk” Grupy „Straż” (Polish Guarg Group).

## Organizacja i obsada personalna 9 pułku artylerii lekkiej
Dowódca pułku
- ppłk dypl. Stanisław Gliwicz
- ppłk Antoni Świeży

Zastępca dowódcy pułku
- mjr Jan Walasek

Dowódcy dywizjonu:
I dywizjon 
- mjr Wojciech Kopel

II dywizjon
- kpt. Romuald Stępniewski

III dywizjon
- kpt. Henryk Ostrowski

## Struktura organizacyjna 9 pułku artylerii lekkiej

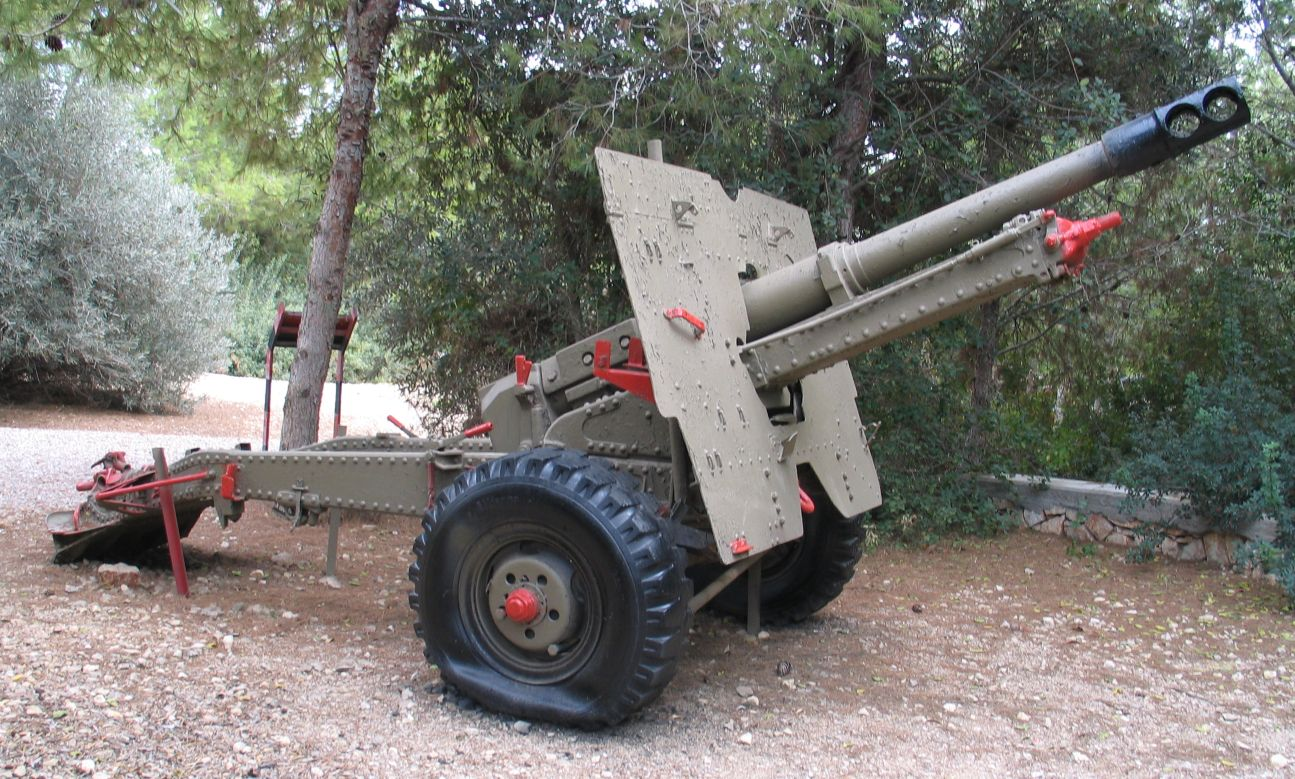
Angielska haubicoarmata 25-funtowa

dowództwo
- 3 x dywizjon artylerii
  - 2 x bateria artylerii

Pułk liczył (etatowo):
- oficerów - 50
- podoficerów i kanonierów - 679
- 25 funtowych armat - 24

## Organizacja i obsada personalna 9 pułku artylerii ciężkiej
Obsada w czasie bitwy o Bolonię:
- dowódca pułku – ppłk Antoni Świeży
- zastępca dowódcy - mjr Włodzimierz Łagidze
- adiutant - kpt. Stanisław Drewnowski
- dowódca I dywizjonu – kpt. Adam Kowalski
- dowódca II dywizjonu – kpt. Andrzej Cieszewski
- dowódca III dywizjonu – kpt. Ludwik Salwik
- dowódca IV dywizjonu – kpt. Edward Marcinkiewicz

Ponadto służbę w pułku pełnił por. Kazimierz Romanowicz.
Dwa dywizjony artylerii ciężkiej uzbrojone były w 7,2 calowe haubice (183 mm); kolejne dwa dywizjony w 155 mm armat dalekosiężnych (amerykańskich). Etat przewidywał 32 oficerów, 57 starszych podoficerów i 689 młodszych podoficerów i szeregowych, łącznie 778 żołnierzy. W każdej baterii po 2 armaty lub haubice w dywizjonie 4 sztuki, łącznie w pułku 8 szt. 7,2" haubic i 8 szt. armat dalekonośnych 155 mm oraz 2 armaty plot. 20 mm holowane, 26 lkm Bren i 14 granatników ppanc. Piat..